# Aulonogyrus caffer
Aulonogyrus caffer là một loài bọ cánh cứng trong họ van Gyrinidae. Loài này được Aubé miêu tả khoa học năm 1838.